# Bernardo Guillermo
Bernardo Federico Tomás Guillermo (Utrecht, 17 juni 1977) is een Nederlands industrieel ontwerper.

## Jeugd en opleiding
Guillermo werd geboren als oudste kind van Jorge Guillermo en prinses Christina der Nederlanden en wordt derhalve tot de Nederlandse koninklijke familie gerekend. Op 23 juni 1977 werd hij gedoopt op Paleis Soestdijk, met prinses Irene, prins Claus, Christina's collega-juf Marilyn Ann McTague en jazzdrummer Jim Chapin als peten. Hij groeide op in Wassenaar, alwaar hij aan het Rijnlands Lyceum zijn vwo-diploma behaalde. In 1994 vestigde hij zich te New York. Hij studeerde daar van 1996 tot 2000 filosofie en kunstgeschiedenis aan het Sarah Lawrence College. Van 2002 tot en met 2005 studeerde hij voor industrieel ontwerper aan het Pratt Institute, een particuliere universiteit in New York. 

## Werkzaamheden
Guillermo maakte naam als industrieel ontwerper. Zijn werk werd in 2005 geselecteerd voor de tentoonstelling Brooklyn Designs in New York. Voorbeelden van zijn werk werden in mei 2005 gepubliceerd in het tijdschrift Wallpaper. Hij werd enkele maanden later in datzelfde tijdschrift beschreven als een van de tien meest gewilde ontwerpers. Het blad ArtReview schonk in december 2005 aandacht aan hem. Guillermo opende in 2006 zijn ontwerpstudio in Brooklyn. In 2008 nam hij deel aan de expositie DWR Modern-Design-Function in New York. Hij kreeg diverse opdrachten van de stad New York.

## Persoonlijk
Guillermo is sinds 2009 getrouwd en heeft uit zijn huwelijk een zoon en een dochter. Guillermo is onder andere een volle neef van koning Willem-Alexander en Carlos de Bourbon de Parme. Hij heeft naast de Nederlandse ook de Amerikaanse nationaliteit.